# Tengrisaurus
Tengrisaurus ("Tengriův ještěr") byl rod sauropodního dinosaura ze skupiny Lithostrotia, který žil v období spodní křídy (geologické stupně barrem až apt), asi před 125 miliony let, na území dnešního severního Ruska (souvrství Murtoi). Nález sestává pouze ze tří ocasních (kaudálních) obratlů, jejichž anatomické rysy ukazují na nový rod a druh sauropoda. Roku 2017 byl na základě tohoto objevu formálně popsán typový druh T. starkovi. Na začátku roku 2021 byl oznámen objev dalšího ocasního obratle tohoto sauropoda.

## Etymologie
Rodové jméno odkazuje k božstvu Tengri v mongolsko-turkické mytologii. Druhové jméno je poctou Alexeji Starkovovi za jeho příspěvek k výzkumu transbajkalských dinosaurů.

## Klasifikace
Tengrisaurus byl zástupce skupiny sauropodů zvané Lithostrotia, jeho nejbližšími vývojovými příbuznými byly zřejmě rody Rapetosaurus a Trigonosaurus. Velmi podobnými a vývojově příbuznými druhy byly dosud nepopsané (formálně nepojmenované) exempláře titanosaurních sauropodů z území současné Indie. Je také pravděpodobné, že se jedná o zástupce kladu Colossosauria.
Dalším významným taxonem, popsaným z ruského území, je titanosaur rodu Volgatitan, popsaný z Uljanovské oblasti na podzim roku 2018.